# Julian Surzycki
Julian Leon Surzycki herbu Gierałt (pseud. J.S., Julian S.) (ur. 25 lutego 1820 w Zamościu, zm. 2 września 1882 w Zakopanem) – polski inżynier, działacz polityczny, konspirator i działacz niepodległościowy, członek Komisji Wykonawczej Rządu Narodowego w czasie powstania styczniowego.

## Życiorys
Po ukończeniu szkoły w Szczebrzeszynie i szkoły wojewódzkiej w Warszawie rozpoczął pracę w 1837 roku w tamtejszym Zarządzie Dróg i Mostów. W 1838 roku został wysłany do Instytutu Korpusu Inżynierów Dróg Komunikacyjnych w Petersburgu, gdzie jeszcze w tym samym roku został aresztowany pod zarzutem przechowywania nielegalnych dokumentów. Po 4 miesiącach więzienia został przewieziony do warszawskiej Cytadeli, skąd został zwolniony w 1840 roku z powodu braku dowodów. Powrócił do pracy w Zarządzie Dróg i Mostów. W 1842 roku zdał z wyróżnieniem egzamin inżynierski. W 1844 roku został inżynierem budowy Nowego Zjazdu w Warszawie. Pracował nad tym projektem z inż. Władysławem Witkowskim. Został aresztowany przez policję za przyjęcie od Witkowskiego materiałów konspiracyjnych. Znów osadzono go w Cytadeli i wyrokiem Komisji Śledczej został skazany na służbę w armii rosyjskiej na Kaukazie. Wieziony (wraz z również skazanym Witkowskim) na Kaukaz, był tłumnie odprowadzany przez współpracowników zaangażowanych w budowę Nowego Zjazdu, aż po Okuniew. 
Przebywał głównie na terenie Dagestanu, gdzie kierował wieloma pracami budowlanymi: wzniósł most na rzece Sułak, fortyfikacje w Diszlagarze, sieć wodociągową i wojskowe zabudowania tamże, odbudował wodociąg w Debencie.
W jego pułku służyło około 600 Polaków. Dla ich potrzeb Surzycki zainicjował budowę kościółka katolickiego, namalował dla tego kościoła kilka obrazów (w tym obraz św. Stanisława) oraz ufundował niewielką bibliotekę polską.
W 1850 roku został awansowany na podoficera, a w 1852 – na chorążego. Na mocy amnestii w 1857 roku został zwolniony z wojska w stopniu podporucznika. Pracował jako inżynier łączności. W 1858 roku wrócił do Polski, początkowo do Lublina, niedługo później zamieszkał w Warszawie.
Już w 1859 roku był naczelnym inżynierem budowy mostu stałego w Warszawie. Przyjaźnił się z Narcyzą Żmichowską.
Po wybuchu powstania styczniowego Surzycki został wprowadzony przez Stefana Bobrowskiego do Komisji Wykonawczej Rządu Narodowego, stanowiącej wtedy ciało doradczo-wykonawcze Rządu Narodowego. W kwietniu i maju 1863 roku był członkiem Wydziału Skarbowego Tymczasowego Rządu Narodowego. Po upadku powstania podpisał zobowiązanie do stawiania się na każde żądanie carskiej Tymczasowej Komisji Śledczej, ale nie złożył obciążających kogokolwiek zeznań.

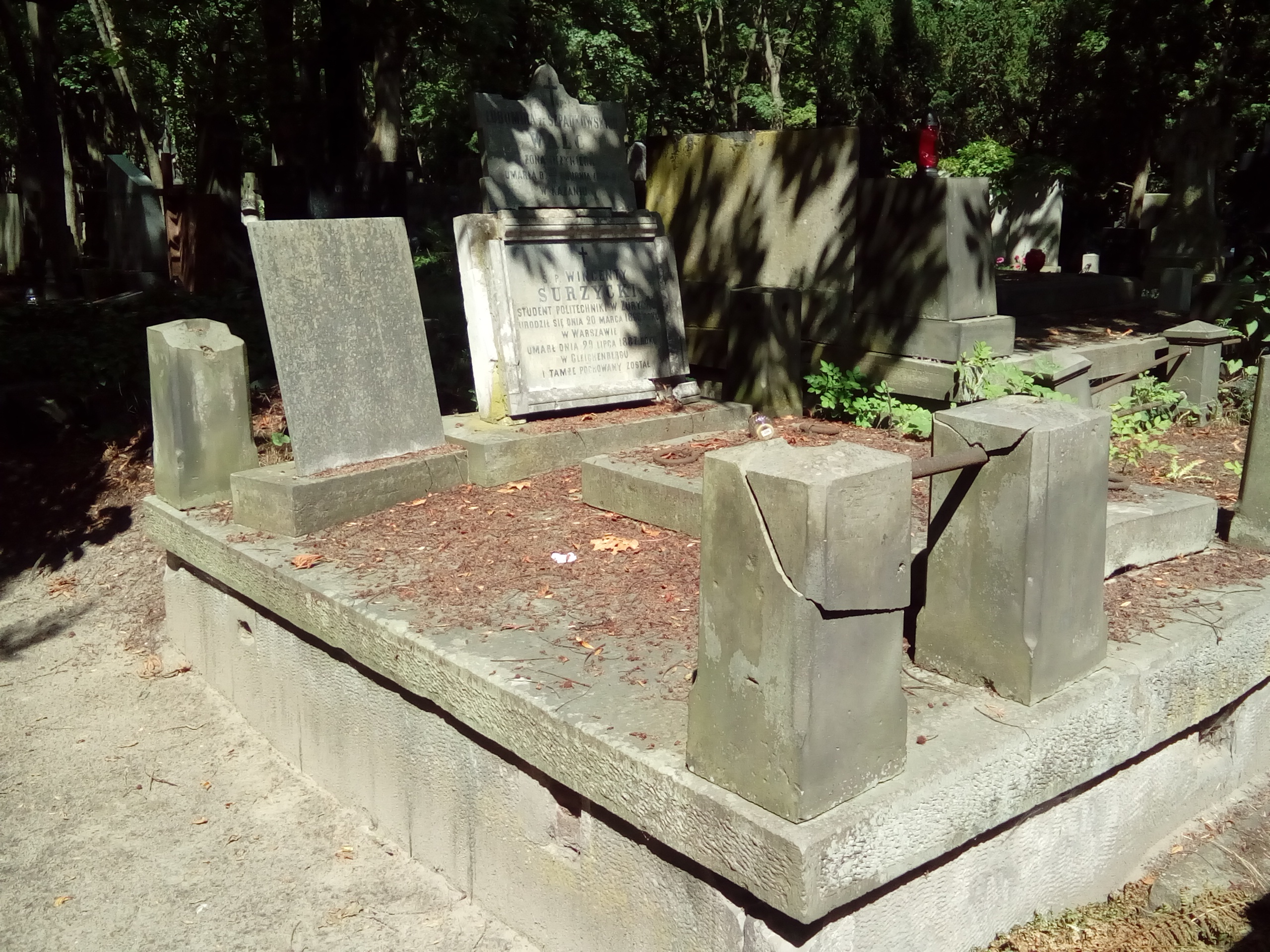
Grób Juliana Surzyckiego na cmentarzu Powązkowskim

W 1864 roku znów pracował przy realizacji projektu mostu kratowego przez Wisłę. W tymże roku został mianowany naczelnikiem w Wydziale Technicznym Zarządu Komunikacji Lądowych i Wodnych w Królestwie Polskim. W tym czasie opracował (wraz z innymi inżynierami) projekt wodociągów i kanalizacji Warszawy (który nie doczekał się realizacji). 
Po przeniesieniu się do Lublina został w 1865 roku naczelnikiem sekcji dróg bitych I rzędu oraz naczelnikiem szosy lubelskiej.
W 1871 roku wrócił do Warszawy, gdzie został naczelnikiem dróg w powiecie siedleckim, w tym Traktu Brzeskiego. 
Okazjonalnie uprawiał poezję, był miłośnikiem Tatr.
13 września 1882 roku został pochowany na cmentarzu Powązkowskim w Warszawie (kw. 200-2-27/28).

## Życie rodzinne
Pochodził z rodziny szlacheckiej, był synem Józefa i Józefy z domu Sternberg. Ożenił się w Warszawie w 1861 roku z Bronisławą Eufemią Szpadkowską, siostrą swojego przyjaciela z czasu służby na Kaukazie, Telesfora Szpadkowskiego. Bronisława była siostrą cioteczną Agatona Gillera (ojciec Bronisławy, Józef był bratem Franciszki Szpadkowskiej, która wyszła za Jana Kantego Gillera i była matką Agatona).
Surzycki nie miał dzieci.